# Samengedrukte erwtenmossel
De samengedrukte erwtenmossel (Euglesa compressa) is een kleine, in zoetwater levende tweekleppigensoort uit de familie van de Sphaeriidae. De wetenschappelijke naam van de soort werd in 1852 voor het eerst geldig gepubliceerd door Prime als Pisidium compressum. De samengedrukte erwtenmossel is een niet-inheemse soort uit Noord-Amerika, die vanaf 1940 ook in Europa wordt waargenomen.

## Beschrijving
De schelp van 2-2,5 mm van de samengedrukte erwtenmossel is bij volwassen dieren nogal driehoekig van vorm. Een afwijkend kenmerk ten opzichte van andere erwtenmossels is dat deze soort rondom de top (umbo) een opstaand richeltje heeft, een zogenaamde plica.

## Verspreiding
De samengedrukte erwtenmossel werd oorspronkelijk door Prime beschreven van Massachusetts en heeft een wijde verspreiding in de Verenigde Staten, Canada en Mexico. In Europa werden de eerste exemplaren ontdekt in 1940 in Noordoost-Duitsland, en in 1961 ook in de Elbe bij Hamburg (1961). Veel later werden de dieren ook ontdekt in Frankrijk (1989) en Nederland (1993).
Euglesa:
casertana · 
compressa · 
conventus · 
edlaueri · 
globularis · 
henslowana · 
hinzi · 
lilljeborgi · 
maasseni · 
pulchella · 
subtruncata · 
waldeni

Odhneripisidium:
annandalei · 
moitessierianum · 
stewarti · 
tenuilineatum

Musculium:
lacustre · 
†subtile · 
transversum

Pisidium:
amnicum · 
†clessini · 
hibernicum · 
milium · 
nitidum · 
obtusalis · 
obtusale obtusale · 
obtusale lapponicum · 
personatum · 
pseudosphaerium · 
supinum

Sphaerium:
asiaticum · 
corneum · 
†icenicum · 
nitidum · 
nucleus · 
ovale · 
rivicola · 
†rosmalense · 
solidum · 
†subsolidum